# Giacinta Marescotti
Giacinta (al secolo Clarice) Marescotti (Vignanello, 16 marzo 1585 – Viterbo, 30 gennaio 1640) è stata una religiosa italiana appartenente al Terzo Ordine francescano. È stata proclamata santa da papa Pio VII nel 1807.

## Biografia
Figlia del conte Marcantonio Marescotti e di Ottavia Orsini, Contessa di Vignanello, studiò, assieme alle sue due sorelle Ginevra e Ortensia, al convento di San Bernardino a Viterbo. Al termine degli studi Ginevra rimase in convento e prese il nome di suor Innocenza.
Membri di una famiglia assai potente ed illustre (che amava far risalire la propria origine ad un certo Mario Scoto, leggendario scozzese alleato di Carlo Magno nella guerra contro i Saraceni), Clarice e Ortensia furono introdotte nelle migliori case. Clarice era molto attratta dal giovane Paolo Capizucchi, ma egli chiese la mano della sorella minore Ortensia.
Clarice ne rimase sconvolta e dopo qualche settimana decise di raggiungere la sorella suor Innocenza a San Bernardino. Lì prese i voti, adottando il nome di suor Giacinta.
Fu una vocazione soltanto esteriore: in convento suor Giacinta tenne atteggiamenti contrari alla disciplina della devozione.
Anziché vivere in una cella, si fece arredare un intero appartamento nello stile delle sue stanze a Vignanello ed era servita da due giovani novizie.
Condusse vita mondana e licenziosa fino al 1615, quando, in seguito ad una malattia, entrò in una crisi spirituale: si ritrovò sola e gridò forte: «O Dio ti supplico, dai un senso alla mia vita, dammi la speranza, dammi la salvezza!». Era profondamente sincera e Dio la ascoltò.
Il giorno dopo venne a trovarla il Padre confessore, che però le negò l'assoluzione; la notte seguente suor Giacinta trascorse l'intera notte pregando e provò una serenità ultraterrena.
Si convertì e si diede ad esercizi di penitenza e di perfezione cristiana.
Dedicò il resto della sua vita ad aiutare il prossimo. Dall'interno della clausura, moveva le fila di una fitta rete di aiuti ai poveri di Viterbo e, aiutata dal cittadino Francesco Pacini, fece nascere una confraternita laicale, detta dei Sacconi, col fine di raccogliere elemosine e soccorsi per i poveri.

## Culto
Il corpo è esposto nella chiesa del monastero di San Bernardino, a Viterbo. Fu beatificata da papa Benedetto XIII nel 1726 e proclamata santa da papa Pio VII nel 1807.
La sua festa cade il 30 gennaio ed è compatrona di Vignanello insieme a San Biagio.